# Полярная звезда (телесериал)
«Полярная звезда» (англ. The Lodge) — британский сериал в жанре подростковой драмы, который основан на одноимённом израильском сериале. Посвящен десятилетию «Классного мюзикла».

## Синопсис
Жизнь пятнадцатилетней Скай круто меняется, когда её отец получает в наследство скромный отель под названием «Полярная звезда» в маленьком городке в Ирландии. Папа и дочка принимают решение оставить привычный образ жизни и всерьез взяться за реконструкцию отеля. У них есть всего шесть месяцев, чтобы превратить старенький домик в привлекательное для туристов место. Справиться с навалившимися трудностями школьнице и её отцу помогут новые друзья!

## В ролях
| Актёр                | Роль    |
| -------------------- | ------- |
| Софи Симнетт         | Скай    |
| Люк Ньютон           | Бен     |
| Томас Доэрти         | Шон     |
| Бетан Райт           | Даниель |
| Джейден Реври        | Ной     |
| Джейд Аллейн         | Кейли   |
| Джошуа Синклер-Эванс | Джош    |
| Мия Дженкинс         | Алекс   |

## Музыкальное сопровождение
В сериале исполняются песни: «День летит стрелой», «Если рядом ты со мной», «Всё, что сближает нас», «Солнце в облаках», «Просто расскажи мне, кто ты есть», «Ты никогда не забудешь», «Поверь мне» и «Что любовь права».